# Chiltern
Chiltern es un distrito no metropolitano del condado de Buckinghamshire (Inglaterra). Fue creado por la Ley de Gobierno Local de 1972, que entró en vigor el 1 de abril de 1974, como una fusión de los distritos rurales de Amersham y Chesham.

## Geografía
Según la Oficina Nacional de Estadística británica, Chiltern tiene una superficie de 196,34 km². Limita al noroeste con Aylesbury Vale, al nordeste y al este con Hertfordshire, al sur con South Bucks, y al oeste con Wycombe.

## Demografía
Según el censo de 2001, Chiltern tenía 89 228 habitantes (48,33% varones, 51,67% mujeres) y una densidad de población de 454,46 hab/km². El 20,51% eran menores de 16 años, el 71,83% tenían entre 16 y 74, y el 7,66% eran mayores de 74. La media de edad era de 40,18 años. 
Según su grupo étnico, el 95,45% de los habitantes eran blancos, el 1,04% mestizos, el 2,52% asiáticos, el 0,32% negros, el 0,33% chinos, y el 0,34% de cualquier otro. La mayor parte (90,74%) eran originarios del Reino Unido. El resto de países europeos englobaban al 3,64% de la población, mientras que el 1,31% había nacido en África, el 2,4% en Asia, el 1,17% en América del Norte, el 0,17% en América del Sur, el 0,53% en Oceanía, y el 0,04% en cualquier otro lugar. El cristianismo era profesado por el 74,72%, el budismo por el 0,23%, el hinduismo por el 0,5%, el judaísmo por el 0,54%, el islam por el 1,88%, el sijismo por el 0,12%, y cualquier otra religión por el 0,27%. El 15,02% no eran religiosos y el 6,72% no marcaron ninguna opción en el censo.
El 39,06% de los habitantes estaban solteros, el 48,56% casados, el 1,35% separados, el 4,97% divorciados y el 6,07% viudos. Había 35 275 hogares con residentes, de los cuales el 24,23% estaban habitados por una sola persona, el 6,83% por padres solteros con o sin hijos dependientes, el 67,25% por parejas (60,28% casadas, 6,97% sin casar) con o sin hijos dependientes, y el 1,69% por múltiples personas. Además, había 1009 hogares sin ocupar y 117 eran alojamientos vacacionales o segundas residencias.